# Reichsmarine

Tysklands örlogsflagga under Weimarrepubliken

Reichsmarine var namnet på Tysklands flotta efter novemberrevolutionen 1918 (innan dess Kejserliga marinen) och fram till 1935 då den bytte namn till Kriegsmarine under nazisttiden. Det var en del av riksvärnet, den tyska Weimarrepublikens krigsmakt.

## Storlek
På grund av Versaillesfredens villkor efter första världskriget var Reichsmarines storlek starkt begränsad jämfört med andra stormakter. Mot slutet skedde dock en viss upprustning bland annat i och med sjösättningen av fickslagskeppen under det tidiga 1930-talet (innan Adolf Hitlers makttillträde).

## Organisation

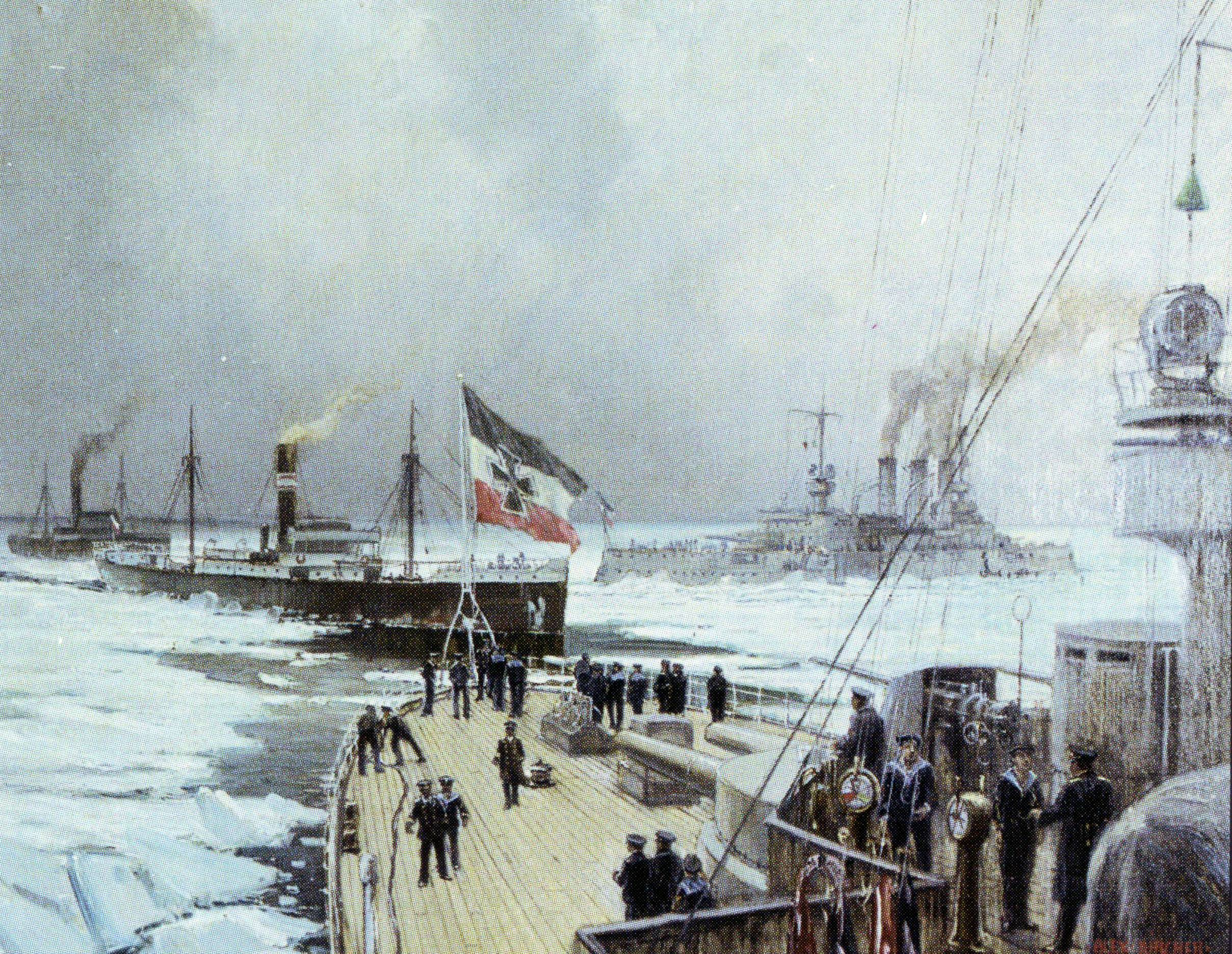
Isbrytare från riksmarinen i Östersjön.

Under chefen för marinledningen lydde:
- Flottans kommando under chefen för flottan. (Flaggskepp: Schleswig-Holstein) i Kiel
  - Chef för slagskeppen
    - Slagskeppen Hannover, Hessen, Schleswig-Holstein, Schlesien.

  - Chef för spaningsstridskrafterna
    - Lätta kryssarna Emden, Köln, Königsberg, Leipzig
    - I. Torpedbåtsflottiljen(Swinemünde)
    - II. Torpedbåtsflottiljen (Wilhelmshaven)
    - 1. Minröjningsflottiljen (Kiel)
- Östersjöns örlogsstation (Kiel)
  - Östersjöns kustförsvar
    - Marinartilleribataljoner i Kiel, Swinemünde och Pillau
    - Kommendanturer i Swinemünde och Pillau

  - Östersjöns fartygsstammdivision
    - Östersjöns fartygsförband i Kiel

  - Östersjöns kustsignalväsende
  - Inspektionen för flottans undervisning
    - Marinskolor i Mürwik,  Friedrichsort och Kiel- Wik.
    - Marinfackskolan
    - Marinarkivet (Berlin)
    - tidvis underställda skolfartyg
    - Övningsfartyget Niobe

  - Inspektionen för torped- och sjöminväsendet
    - Torpedförsöksanstalten i Eckernförde.
    - Torped- och signalskolan i Flensburg-Mürwik.
    - Torpedlaboratoriet i Kiel
    - Signalförsöksanstalen
    - Spärrförsökskommandot i Kiel
    - Spärravdelning i Kiel med spärrskola och spärrförband
- Nordsjöns örlogsstation (Wilhelmshaven)
  - Nordsjöns kustförsvar
    - Marinartilleribataljon i Wilhelmshaven

  - Nordsjöns fartygstammdivision i Wilhelmshaven
    - Nordsjöns fartygsförband

  - Nordsjöns kustsignalväsende
  - Inspektionen för marinartilleriet
    - Fartygsartilleriförsöksanstalten i Wilhelmshaven
    - Fartygsartilleriskolan i Kiel
    - Kustartilleriskolan i Schillig  och Wilhelmshaven.

  - Marindepåinspektionen i Wilhelmshaven
    - Marinartilleridepåer i Wilhelmshaven, Cuxhaven,  Borkum , Pillau, Swinemünde och Kiel- Dietrichsdorf.
    - Marinspärrdepåer i Wilhelmshaven, Grauerort, Kiel-Dietrichsdorf
    - Marinskjutfältet i Altenwalde
- Örlogsvarvet i Wilhelmshaven, samt marinarsenal, tekniskt institut, förvaltningsmyndigheter och marinlasarett.
- Marina lokalmyndigheter i Hamburg, Bremen, Stettin och Königsberg.

## Personal

### Grundläggande sjöofficersutbildning
| Utbildningssteg                   | Längd i månader | Genomförande                                                 | Befordran efter stegets genomförande |
| --------------------------------- | --------------- | ------------------------------------------------------------ | ------------------------------------ |
| Grundläggande infanteriutbildning | 4               | Stralsund eller Wilhelmshaven                                | Gefreiter O.A.                       |
| Praktisk utbildning               | 5               | Segelskolfartyg                                              | Seekadett                            |
| Praktisk utbildning               | 9               | Skolkryssare                                                 | Fähnrich z. See                      |
| Officerskurs                      | 9               | Sjökrigsskolan i Mürwik                                      | -                                    |
| Praktisk fördjupningsutbildning   | 2               | Torped-, artilleri-, infanteri-, spärr och förbindelsetjänst | -                                    |
| Fartygstjänst                     | 10              | Linjeskepp och kryssare                                      | Oberfähnrich z. See                  |
| Officerstjänst                    | 6               | ..                                                           | Leutnant z. See                      |

Källa:

### Grader och löner
| Lönegrad | Grundlön i riksmark utan bostadstillägg       | Grad eller befattning                          |
| -------- | --------------------------------------------- | ---------------------------------------------- |
| C1       | 24 000                                        | Chefen för marinledningen Amiral               |
| C2       | 19 000                                        | Viceamiral Generalöverstabsläkare              |
| C3       | 16 000                                        | Konteramiral Generalstabsläkare                |
| C4       | 12 600                                        | Kommendör Generalläkare                        |
| C5       | 9 700                                         | Fregattkapten Generalöverläkare                |
| C6       | 7 700 - 8 400                                 | Korvettkapten Överstabsläkare                  |
| C7       | 4 800 - 6 000 - 6 900                         | Kaptenlöjtnant                                 |
| C8       | 2 400 -2 700 - 3 100 - 3 400 - 3 800 - 4 200  | Löjtnant Underlöjtnant                         |
| C9       | 3 400 - 3 800 - 4 200                         | Överläkare Assistentläkare                     |
| C10      | 3 400 - 3 600 - 3 800 - 4 000                 | Övermusikmästare                               |
| C11      | ..                                            | endast Reichsheer                              |
| C12      | 2 800 - 2 960 - 3 120 - 3 280 - 3 440 - 3 600 | Däcksofficer                                   |
| C13      | 2 400 - 2 600 -3 000                          | Musikmästare                                   |
| C14      | 2 200 - 2 400 - 2 600 - 2 800                 | Undervapenmästare                              |
| C15      | 2 400                                         | Överfältväbel Underläkare                      |
| C16      | 2 340                                         | Fältväbel                                      |
| C17      | 2 040 - 2 160                                 | Underfältväbel                                 |
| C18      | 1 920                                         | Flaggkorpral (Maat) Högbåtsman(Stabsgefreiter) |
| C19      | 1 680 - 1 740 - 1 800                         | Furir (Obergefreiter)                          |
| C20      | 1 410                                         | Korpral (Gefreiter)                            |
| C21      | 1 260                                         | Övermatros                                     |
| C22      | 1 080                                         | Matros                                         |

Källa: